# Série 52 SNCB et 1600 CFL
La série 52, à l'origine type 202 est un modèle de locomotive diesel de la Société nationale des chemins de fer belges (SNCB) formant avec trois autres séries 53, 54 et 59 également construites au cours des années 1950 la première génération de locomotives diesel de ligne de la SNCB. Ensemble avec les séries 53 et 54, elles forment un ensemble de 40 motrices qualifiées de "gros nez", eu égard à leur silhouette. De conception américaine (brevet General Motors - EMD), elles comptent de nombreuses cousines fabriquées en Suède par Nohab pour les chemins de fer hongrois (MÁV) : série M61, danois (DSB) : séries MX et MY, Norvégiens (NSB) : série Di3. Leur conception est largement dérivée de la classe B des chemins de fer du Victoria (Australie) elles aussi fabriquées sous licence GM-EMD en s'inspirant des locomotives américaines EMD type E et F, mais les contraintes liées au gabarit européen imposent une courbure de toit plus prononcée.

## Histoire

### Commande initiale et modifications en cours de route
Après la Seconde Guerre mondiale, les moyens de traction à la SNCB sont composés d'une majorité de locomotives à vapeur, de quelques automotrices électriques pour l'exploitation de la ligne Bruxelles - Anvers et d'autorails diesel de première génération. Il apparait toutefois rapidement que la traction diesel qui se généralise aux États-Unis permettrait d'augmenter l'efficacité du matériel tracteur. 
En 1954, une commande de 40 motrices est passée, répartie en deux sous-séries : 
- 22 série 52 (à l'époque, type 202), aptes à la chauffe des voitures voyageurs ;
- 18 série 53 (à l'époque, type 203), dépourvues de chaudière vapeur.

Les livraisons s'opèrent rapidement dès février 1955 avec quelques changements de plan:
- La motrice qui devait porter le numéro 202.014 est affectée à la série 203 ;
- Les CFL qui ne disposaient que de matériel vapeur jugé trop lent et dont la SNCB est l'un des actionnaires lui demanderont avant livraison de lui revendre les 4 derniers exemplaires de la série 52. C'est ainsi que les motrices qui devaient porter les numéros 202.019 à 202.022 devinrent les 1601 à 1604 des CFL.

### À la SNCB

#### Commande complémentaire
En 1956, la SNCB passe commande pour 4 nouvelles locomotives d'une version modifiée de la série 52 au rapport d'engrenages modifié augmenter la vitesse maximale et qui constitueront les premières motrices de la série 54 qui remorqueront de nombreux express internationaux.
Elle les recevra début 1957 et fera convertir les 202.015 à 202.018 en 204.005 à 204.008, ce qui réduira le nombre de motrices de la série 52 à 13.
En 1958, la 202.011 recevra brièvement le numéro 204.009 en vue de sa participation à l'Exposition universelle de 1958, avant de finalement récupérer son numéro d'origine. Ce changement de série purement cosmétique n'avait pas entraîné de modifications sur le plan technique.

### Évolutions
En 1970, les 13 motrices restantes de la série 52 seront renumérotées 5201 à 5213. De même les 18 motrices de la série 53 deviennent 5301 à 5318, et les 8 motrices de la série 54 deviennent 5401 à 5408.
Au début des années 1980 débute le remplacement des cabines rondes d'origine par des « cabines flottantes » (dénomination liée à la présence d'une couche d'amortissement en caoutchouc) dans laquelle le conducteur, désormais placé à gauche, domine mieux la voie. Outre la 5404 laissée en état pour raison de conservation, la carrosserie de la 5204, dont le moteur était irrécupérable, a été conservée avec ses courbes d'origines. Elle fut dans un premier temps gardée en réserve par le PFT dans les ateliers namurois de Ronet ou Salzinnes puis fut revendue à une autre association avant d'être récupérée par B-Patrimoine (groupe SNCB).
La gestion du parc de « gros nez » est très flexible. À y regarder de près, certains bogies portent le numéro d'une autre machine (ce qui réduit la durée de maintenance en recourant aux bogies de machines immobilisées pour anticiper les interventions sur d'autres motrices). En outre, plusieurs machines sont passées d'une sous série à l'autre, et ont parfois subi plusieurs mutations, correspondant au montage ou au démontage d'une chaudière vapeur pour le chauffage des rames. 
- En 1983, les 5302 et 5307 seront équipées de chauffage et renumérotées 5215 et 5214. En 1984, il en sera de même pour les 5317 et 5318 qui deviendront 5217 et 5218.

- En 1989, les 5203, 5206, 5207, 5208 et 5210 connaîtront l'opération inverse afin de renforcer le trafic cargo, devenant les 5302, 5307, 5317, 5318 et 5320.

- Enfin, en 1992, la 5209 sera renumérotée 5321, mais récupèrera son matricule précédent dès 1993.

En fin de carrière, ces chaudières ne furent plus entretenues, faute d'usage et plutôt que de réaffecter ces motrices à la série 53, leur matricule fut précédé d'un point (une "boule" en jargon SNCB) indiquant l'absence de capacité de chauffage.

#### Fin de carrière
En 2002, l'inauguration de l'Athus-Meuse rénové, et surtout électrifié, les prive de leurs principales activités, après 45 ans de bons et loyaux services. Elles sont uniquement affectées pour quelque temps encore au dépôt de Stockem, pour des dessertes locales, notamment la papeterie "Burgo Ardennes" de Harnoncourt ou de l'usine "Valvert" de Étalle. L'arrivée des série 77 à Stockem sonne le glas des gros nez et provoque leur mise en parc. Les machines qui n'ont pas besoin de gros travaux d'entretien finiront comme "bêtes de somme" sur les chantiers de la LGV2 ou du RER. On les a vues notamment à Braine-l'Alleud, base de travaux sur le chantier du RER de la ligne 124.
En 2009, l'électrification du hiatus ferroviaire entre Montzen et Aix-la-Chapelle (ligne 24) libère les locomotives de la série 55 de leur dernier service régulier. Celles-ci viennent remplacer les quelques série 52 qui assuraient encore un dernier service de travaux dans le cadre de la rénovation de la ligne 162 (Namur - Luxembourg). Les machines sont ensuite mises en parc dans l'attente d'une éventuelle offre de rachat. Début 2013, la SNCB a eu besoin de capacité d'entreposage à la suite de la radiation anticipée des séries 11 et 12. La plupart des machines de Stockem ont alors été mises à la ferraille, suivies par celles encore présentes à Schaerbeek en 2016.

### Série 1600 CFL

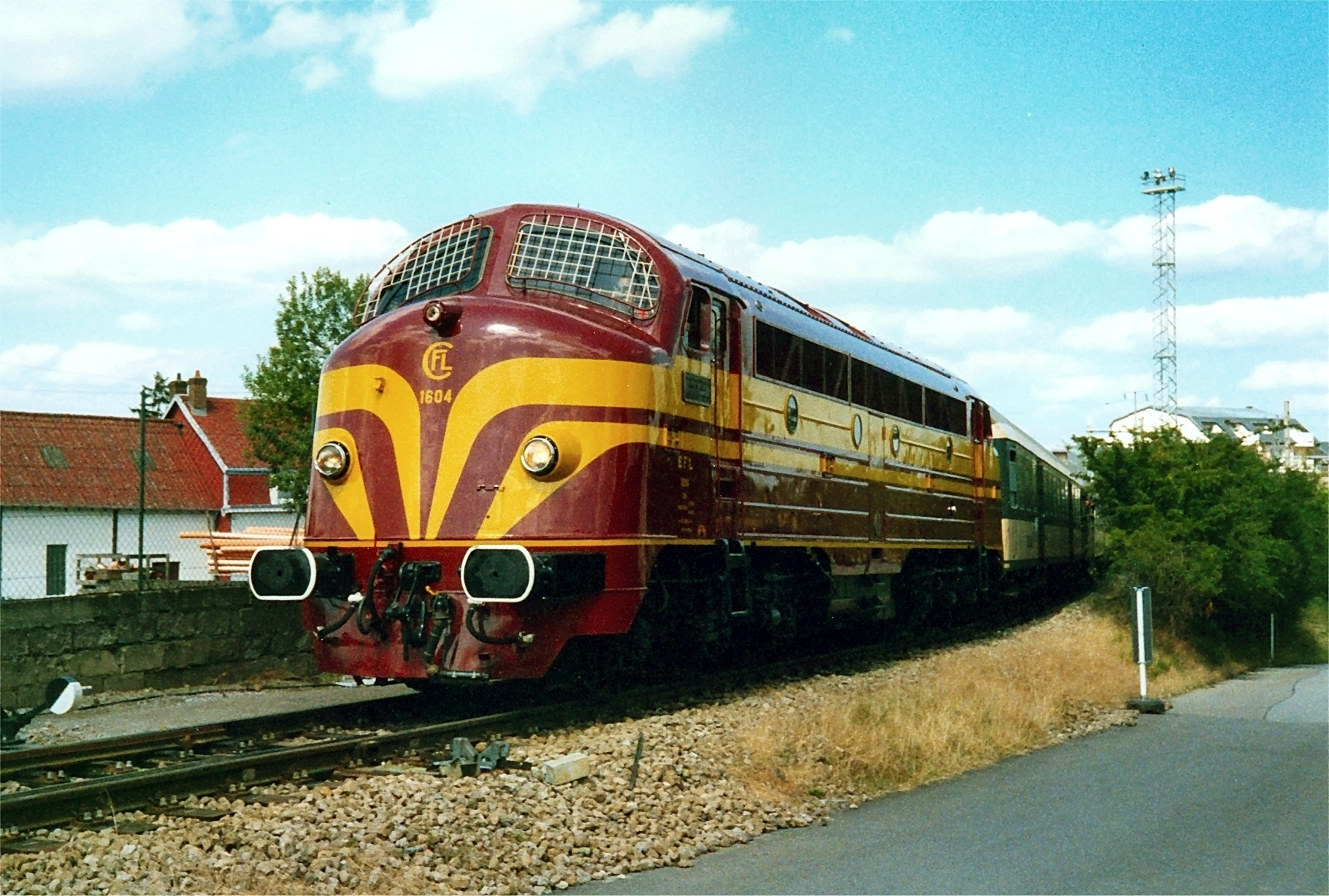
La 1604 CFL préservée, en 2007

En 1955, les CFL ont pris livraison de 4 motrices du type 202 commandées par la SNCB. Elles permettent de remplacer des locomotives à vapeur série 55 (lb) (ex-locomotives de guerre allemandes) qui, prévues pour le trafic marchandises, se montraient inadaptées aux trains de voyageurs rapides. L'électrification d'une partie du réseau à partir de 1958 les relègue sur les lignes non-électrifiées où elles évincent les dernières locomotives à vapeur. 
En 1958, la 1603 est victime d'un accident grave à Bascharage. Elle sera reconstruite, bien que son châssis soit raccourci de 30cm à cette occasion.
En 1971, les motrices sont dotées d'un troisième phare en vue de pouvoir circuler sur le réseau allemand. L'absence d'équipement de signalisation INDUSI les limite toutefois à la gare de Trèves.
En 1984, la 1601 est retirée du service, alors que les trois autres motrices ne le seront que 10 ans plus tard, et seront toutes trois préservées.

### Préservation

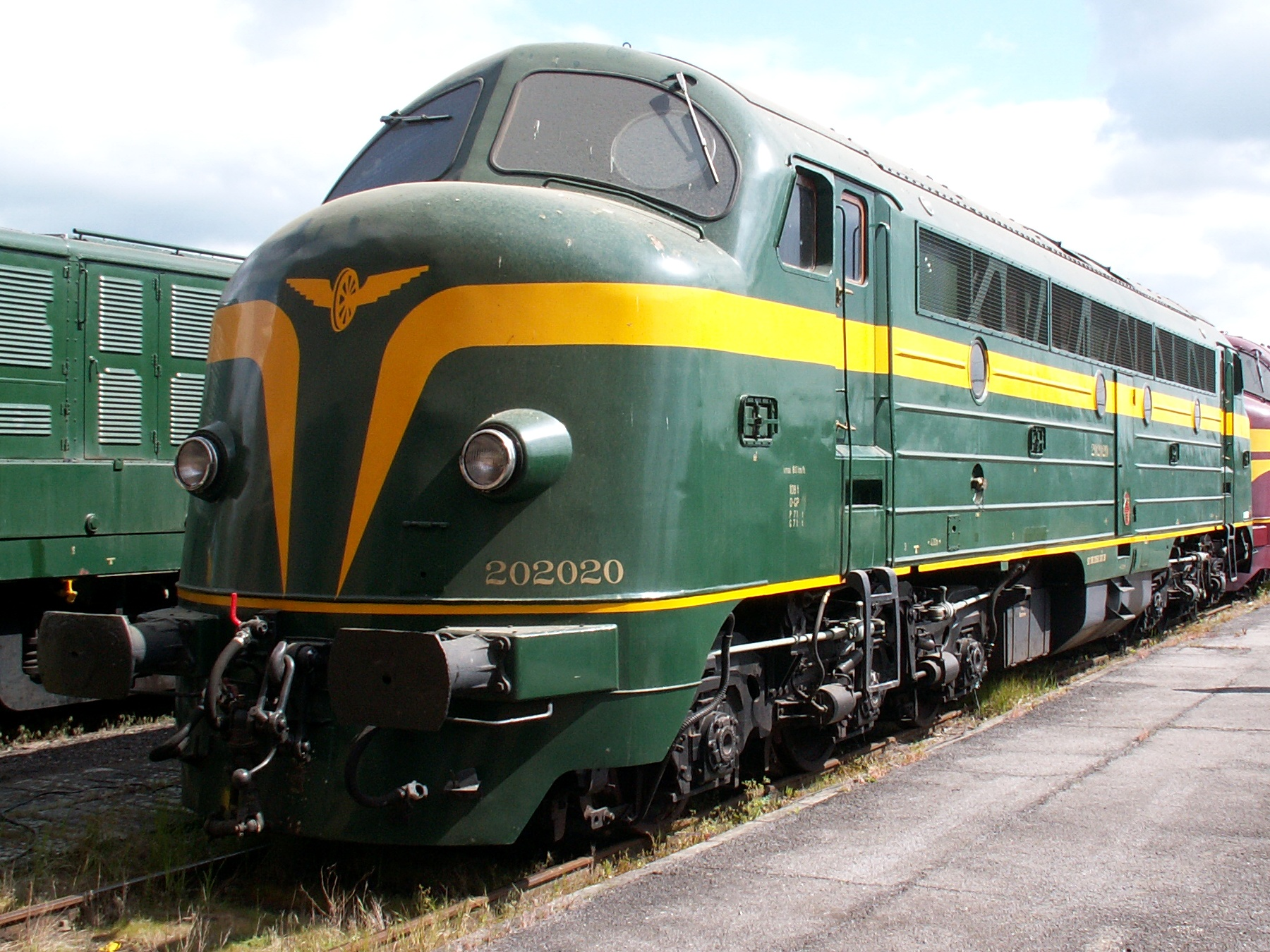
La 202.020 préservée par le PFT à Saint-Ghislain

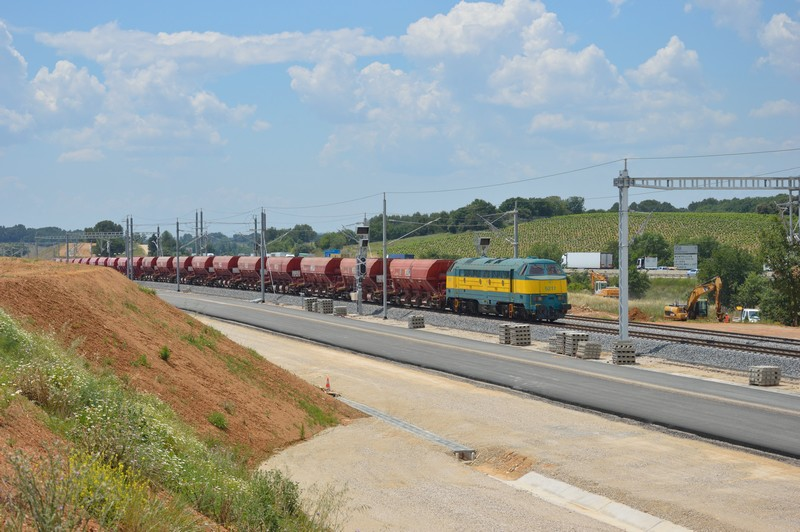
La 5217 utilisée sur un chantier à Nîmes en 2016

L'a.s.b.l. PFT (Patrimoine Ferroviaire et Tourisme) et/ou ses membres ont acquis plusieurs exemplaires au fil des ans : 
- En 1998 : la 1602 des CFL (qui avait été initialement rachetée par Märklin). Elle sera repeinte et recevra le matricule qu'elle aurait portée si elle n'avait été rachetée à la SNCB par les CFL : 202.020.
- En 2005 : 1603 des CFL (après être passée par la Vennbahn).
- En 2012 : 5217 et 5215. Cette dernière a été engagée "dans son jus" sur la rame de maintenance du Chemin de fer du Bocq. Cette machine a ensuite été vendue (avec la 5217) à un loueur (Somei) et engagée notamment sur le chantier de la LGV Montpellier - Perpignan.
- En 2014 : les 5201 et 5205. Cette dernière est sortie de rénovation en 2015 et active sur le Chemin de fer du Bocq depuis. La 5201 a été cédée à la "GM Foundation / MAV Nostalgia" Hongroise, qui prévoit de l'utiliser pour remotoriser le démonstrateur Nohab des M61 qui en sont proches.

La CFL 1604 est préservée par le Service des Sites et Monuments Nationaux après avoir été restaurée par l'asbl "1604 Classics". Elle a subi une grande révision moteur et électrique entre 2010 et 2013 chez Netinera à Neustrelitz.

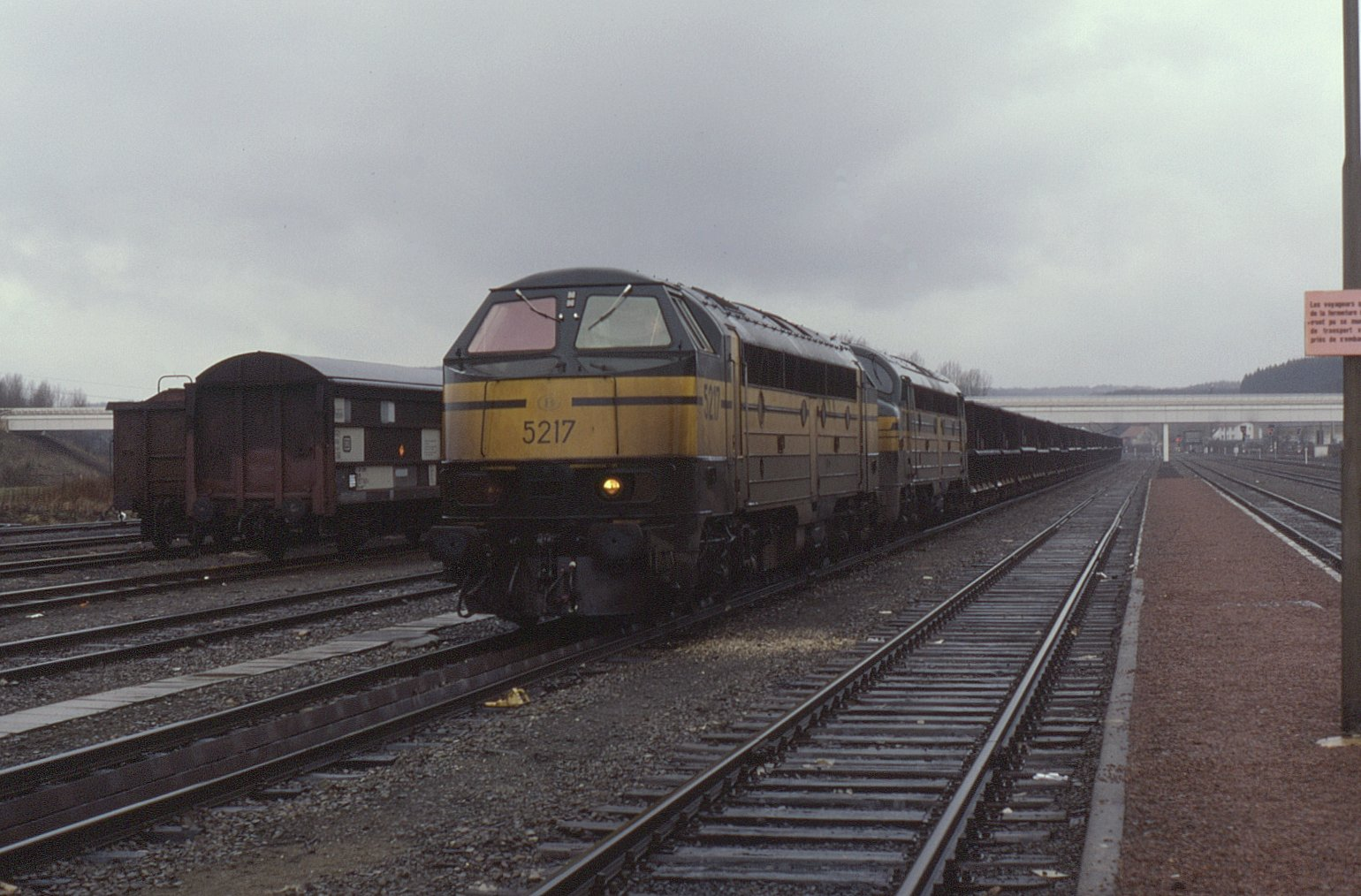
Un lourd train de minerai traverse la gare de Virton